# Diabolocatantops consobrinus
Diabolocatantops consobrinus är en insektsart som först beskrevs av Heinrich Hugo Karny 1907.  Diabolocatantops consobrinus ingår i släktet Diabolocatantops och familjen gräshoppor. Inga underarter finns listade i Catalogue of Life.